# 柯尔丝滕·穆尔-托尔斯
柯尔丝滕·穆尔-托尔斯（英語：Kirsten Moore-Towers，1992年7月1日—），加拿大花样滑冰运动员，2013年四大洲锦标赛双人滑银牌得主、2014年冬季奥运会团体银牌得主、2019年四大洲锦标赛双人滑银牌得主、2020年四大洲锦标赛双人滑铜牌得主。